# Adriana Babeți
Adriana Babeți (n. 12 noiembrie 1949 în Oradea) este un critic literar, romancier și eseist român contemporan. 

## Biografie
Din 1990 coordonează, împreună cu Cornel Ungureanu, activitatea grupului de studii comparate central europene A treia Europă. Predă literatura comparată la Universitatea de Vest din Timișoara.

### Activitate literară
Debutează publicistic în 1969 în revista Amfiteatru cu proză scurtă. Debutul editorial are loc în 1990 cu romanul Femeia în roșu (scris în colaborare cu Mircea Mihăieș și Mircea Nedelciu). A semnat - între noiembrie 2004 și iunie 2006 - rubrica „Ars coquinaria” în Suplimentul de cultură, iar în prezent rubrica „Secretul Adrianei”.
Criticul Nicolae Manolescu situează estetica autoarei „între savantlâcul de tip odobescian (un capitol [din Amazoanele] se cheamă Pseudo-strategikos) și darul povestirii pe jumătate științifice, pe jumătate literare.”

## Cărți publicate
- Bătăliile pierdute. Strategii de lectură - Dimitrie Cantemir, 1998, studiu academic, la origine teză de doctorat[5]
- Dilemele Europei Centrale, 1998
- Despre arme și litere, 1999
- Femeia in roșu (ediția I, 1990 – Premiul Uniunii Scriitorilor din România pentru proză; ediția a II-a, 1998; ediția a III-a, Polirom, 2003), roman scris împreună cu Mircea Nedelciu și Mircea Mihăieș
- Dandysmul. O istorie, 2004
- Ultimul sufleu la Paris. 69 de rețete culinare, Polirom, 2006
- Amazoanele. O poveste
- Prozac 1. 101 pastile pentru bucurie
- Prozac 2. 90 de pastile împotriva tristeții

## Volume colective
- Cartea cu bunici, coord. de Marius Chivu -  Gabriela Adameșteanu, Radu Afrim, Iulia Alexa, Adriana Babeți, Anamaria Beligan, Adriana Bittel, Ana Blandiana, T. O. Bobe, Lidia Bodea, Emil Brumaru, Alin Buzărin, Alexandru Călinescu, Matei Călinescu, Daniela Chirion, Livius Ciocârlie, Adrian Cioroianu, Alexandru Cizek, Andrei Codrescu, Denisa Comănescu, Radu Cosașu, Dana Deac, Florin Dumitrescu, B. Elvin, Cătălin Dorian Florescu, Filip Florian, Matei Florian, Șerban Foarță, Emilian Galaicu-Păun, Vasile Gârneț, Cristian Geambașu, Dragoș Ghițulete, Cristian Ghinea, Bogdan Ghiu, Stela Giurgeanu, Adela Greceanu, Bogdan Iancu, Nora Iuga, Doina Jela, Alexandra Jivan, Ioan Lăcustă, Florin Lăzărescu, Dan Lungu, Cosmin Manolache, Anca Manolescu, Angela Marinescu, Virgil Mihaiu, Mircea Mihăieș, Călin-Andrei Mihăilescu, Dan C. Mihăilescu, Vintilă Mihăilescu, Ruxandra Mihăilă, Lucian Mîndruță, Adriana Mocca, Cristina Modreanu, Ioan T. Morar, Ioana Morpurgo, Radu Naum, Ioana Nicolaie, Tudor Octavian, Andrei Oișteanu, Radu Paraschivescu, Horia-Roman Patapievici, Dora Pavel, Irina Petraș, Cipriana Petre, Răzvan Petrescu, Marta Petreu, Andrei Pleșu, Ioan Es. Pop, Adina Popescu, Simona Popescu, Radu Pavel Gheo, Tania Radu, Antoaneta Ralian, Ana Maria Sandu, Mircea-Horia Simionescu, Sorin Stoica, Alex Leo Șerban, Robert Șerban, Tia Șerbănescu, Cătălin Ștefănescu, Pavel Șușară, Iulian Tănase, Antoaneta Tănăsescu, Cristian Teodorescu, Lucian Dan Teodorovici, Călin Torsan, Traian Ungureanu, Constanța Vintilă-Ghițulescu, Ciprian Voicilă, Sever Voinescu; Ed. Humanitas, 2007;
- Intelectuali la cratiță. Amintiri culinare și 50 de rețete - Gabriel Liiceanu, Adriana Babeți, Adriana Bittel, Ana Blandiana, Emil Brumaru, Mircea Cărtărescu, Marius Chivu, Livius Ciocârlie, Neagu Djuvara, Dan C. Mihăilescu, Ioana Nicolaie, Radu Paraschivescu, Ioana Pârvulescu, Oana Pellea, Monica Pillat, Andrei Pleșu, Tania Radu, Antoaneta Ralian, Grete Tartler, Vlad Zografi; Ed. Humanitas, 2012;

## Traduceri
- Pentru o teorie a textului. Antologie Tel Quel, 1981
- Romanul scriiturii. Antologie Roland Barthes, 1986
- Barbey D'Aurevilly. Dandysmul, 1995

## Premii literare
- Premiul pentru cea mai buna traducere a anului 1997 acordat de revistei „Sfera politicii” în 1997
- Premiul Uniunii Scriitorilor din România pentru critică și istorie literară acordat în 1998 pentru  Bătăliile pierdute (Ed. Amarcord, Timișoara, 1998)
- Premiul Uniunii Scriitorilor din România pentru istorie și critică literară acordat în 2004 pentru volumul Dandysmul. O istorie (Ed. Polirom, Iași, 2004)
- Premiul Asociației de Literatură Generală și Comparată din România acordat în 2005 pentru volumul Dandysmul. O istorie (Ed. Polirom, Iași, 2004)
- Premiul Uniunii Scriitorilor din România pentru critică și istorie literară acordat în 2014 pentru volumul Amazoanele. O poveste (Ed. Polirom, Iași, 2013)
- Premiul „Cea mai bună carte a anului 2013” – categoria non-fiction – la Gala „Bun de tipar” a  Premiilor de excelență din Industria de carte din România
- Marele Premiu al Asociației de Literatură Generală și Comparată accordat în 2017 pentru întreaga activitate și pentru cel mai bun studiu de literatură comparată din ultimele două decenii
- Premiul Senatului Universității din București, ca profesor asociat al anului 2017 în domeniul Științe Umaniste
- Premiul special al Uniunii Scriitorilor din 2023, acordat pentru Dicționarul romanului central – european din secolul XX, (Ed. Polirom, București, 2022)
- Premiul „Titu Maiorescu” oferit de MNLR, ediția a XV-a, 2023, acordat pentru Dicționarul romanului central – european din secolul XX, (Ed. Polirom, București, 2022)